# راجرز البریتن
راجرز البریتن (به انگلیسی: Rogers Albritton) (۲۰۰۲–۱۹۲۳) فیلسوف آمریکایی بود که هم در دانشگاه هاروارد (در دههٔ ۱۹۶۰) و هم در دانشگاه کالیفرنیا، لس‌آنجلس (در دهه‌ٔ ۱۹۷۰) رئیس دانشکدهٔ فلسفه بوده است. البریتن علی‌رغم انتشار تعداد بسیار کمی مقاله، از فیلسوفانِ بسیار تأثیرگذار بوده است و این را می‌توان از زیرنویس‌های بسیاری از نوشته‌های مهم قرن بیستم دریافت که به طرز ویژه‌ای از سهم او در موضوع قدردانی کرده‌اند.